# 無断放映
無断放映（むだんほうえい）とは、著作権者の承諾なしに映像作品を放送する行為を指す。

## 概要
著作権者に放映権料などが支払われない場合が多い。
多くの国では著作権侵害の虞がある。このため文学的及び美術的著作物の保護に関するベルヌ条約が各国で締結され著作権を保護しようとしている。日本の場合には1899年に加盟した。なお、日本では個人が電波を使用した放映機材を所有している事例が少ない（あったとしても個人利用の微弱電波で送信され、そのほとんどが非営利であるため、問題になることはほとんどない）ため、大半が放送事業者による行為となる。但し放送事業者以外でも、ミニFMを運営する場合や、インターネットを使用した配信ではその限りではなく、法的な責任が同様に発生する。
「無断放送」と言う場合もあるが、この場合は広義では音声作品（ラジオ番組など）を含む。

## 日本と国交のない国の作品の放映状況

### 中華民国
中華民国（台湾）が世界貿易機関（WTO）に加盟していることから、日本では同国作品の無断放映は行われていない。この理由はWTOに加盟している「国」並びに"Separate Customs Territory"（「独立関税地域」。主権国家ではない台湾はこちらに含まれる）の間ではWTO協定上の権利義務関係が発生し、よってTRIPs協定の効力が生じるためである。（後述の北朝鮮の著作物に関する事件「平成18(ワ)6062」における判決文に外務省ならびに著作権行政を担う文化庁の見解がある）。後述の北朝鮮は2011年現在WTOに加盟していない。

### 北朝鮮

#### 北朝鮮による無断放映の例
2003年に北朝鮮はベルヌ条約に加盟したが、2010年、韓国SBSテレビのサッカーワールドカップ南アフリカ大会の開幕戦、南ア―メキシコ戦を無断放映したと報じられた。

#### 日本における北朝鮮著作物放映基準の最高裁判例
2002年に北朝鮮の最高指導者である金正日が日本人拉致を認めて以降、日本のマスメディアでは朝鮮中央テレビの映像が頻繁に放映されるようになった。
これらの映像放映について、テレビ朝日とTBSは「自分が著作権で食べている以上、他人の著作権を尊重するのは当たり前」として、同テレビに放映権料を支払っている。2004年8月11日、朝鮮中央テレビが作成した番組を日本のテレビ局が放映する際に、朝鮮総連を通じて朝鮮中央テレビに放映料を支払う事を朝鮮総連が要求し、TBSとテレビ東京がそれに応じた。テレビ朝日はそれ以前にも朝鮮総連とは無関係の民間会社（代理店）に放映料を支払っていた。
一方、フジテレビと日本テレビは、以前は同テレビに放映権料を支払っていたが、現在は無断放映をしている。これは、2003年に北朝鮮がベルヌ条約に加盟したことを受け、文化庁が「国交がない以上、権利義務関係は発生しない」との見解を示したことによるものだが、これに対し、同テレビ作品に関する交渉窓口となっている朝鮮映画輸出入社（北朝鮮文化省傘下の行政機関）とその委託を受けたカナリオ企画（日本）は、著作権侵害に対する損害賠償支払いと無断放映差し止めを求めて、フジテレビと日本テレビを提訴した。これに対し東京地裁は、「北朝鮮がベルヌ条約に加盟していたにせよ、日本が未承認の国家である以上、国際法上の権利義務関係が発生せず、北朝鮮の著作物は著作権法6条3項の対象とはならない」との判決 を下した。判決は「拷問禁止条約などは国家の便益を超えて守られるべきだが、著作権は国家の枠を超えて普遍的に尊重される価値とは言えない」とも述べた。
テレビ朝日とTBSは引き続き、北朝鮮作品放映時にはカナリオ企画の著作権表示を画面に明示し、無断放映をしない姿勢を明確にしている。
原告は2008年に知財高裁に控訴した。著作権侵害は認めらなかったものの、「営利目的の無断放送で、配給会社の利益を侵害した」として、カナリオ企画にのみ各12万円を支払うよう両社に命じた。

2009年に最高裁に上告した。2011年12月8日、桜井龍子が裁判長の最高裁は2審知財高裁の判決を破棄し原告の請求を退け、上告は棄却された
（裁判官の意見は全員一致）。判決は、ベルヌ条約は普遍的価値を有する一般国際法上の義務を締約国に負担させるものではなく、日本が承認していない国家である北朝鮮の著作物はこれにより著作権法6条3号所定の著作物には当たらないとし、特段の事情がない限り無断放映による不法行為は発生しないと結論付けている。同判決以後、フジテレビ及び日本放送協会（NHK）は映像放映料を支払っていないと見られている。
ニコニコ生放送では2017年の春以降、度重なるミサイルの発射実験や米朝会談について「北朝鮮国内ではどのような報道がなされているのかをそのまま伝える」として、ニコニコニュースチャンネル名義 で、テストパターンから停波までの全放送を解説や翻訳なしで配信 していたが、運営元のドワンゴが放映料を支払っていたかどうかは明らかにされていない。